# Sendlinger Spange
| |                      |                                               |                                               |
| Streckennummer (DB): | 5521, 5530           |                                               |                                               |
| Kursbuchstrecke (DB): | 999.7                |                                               |                                               |
| Streckenlänge: | 8,6 km               |                                               |                                               |
| Spurweite: | 1435 mm (Normalspur) |                                               |                                               |
| Stromsystem: | 15 kV 16,7 Hz ~      |                                               |                                               |
| Minimaler Radius: | 281 m                |                                               |                                               |
| Streckengeschwindigkeit: | 100 km/h             |                                               |                                               |
| Zugbeeinflussung: | PZB                  |                                               |                                               |
| |                      |                                               |                                               |
| \| \| \| von Augsburg, Buchloe, Herrsching und Tutzing \| \| \| \| 0,000 \| München-Pasing \| München-Pasing \| \| \| \| nach München Hbf \| \| \| \| \| von Augsburg \| \| \| \| 3,240 \| München Landsberger Straße (Abzw) \| München Landsberger Straße (Abzw) \| \| \| \| von München-Laim Rbf \| \| \| \| 4,533 1,462 \| München Friedenheimer Brücke (Bft) \| München Friedenheimer Brücke (Bft) \| \| \| \| nach München Süd \| \| \| \| 2,633 \| München Heimeranplatz West \| München Heimeranplatz West \| \| \| 3,330 \| München IGA-Park (1983) \| München IGA-Park (1983) \| \| \| \| München Fuggerstraße (Abzw, geplant) \| \| \| \| \| nach Lenggries (geplant) \| \| \| \| \| Margaretenplatz (1960–1980) \| \| \| \| \| von München Hbf \| \| \| \| 5,708 \| München-Mittersendling \| München-Mittersendling \| \| \| \| nach Lenggries \| \| \| \| \| \| \| \| Quellen: [1][2][3] \| \| \| \| |                      |                                               |                                               |
| Strecke |                      | von Augsburg, Buchloe, Herrsching und Tutzing | von Augsburg, Buchloe, Herrsching und Tutzing |
| Bahnhof | 0,000                | München-Pasing                                | München-Pasing                                |
| Abzweig geradeaus und nach links |                      | nach München Hbf                              | nach München Hbf                              |
| Abzweig geradeaus und von links |                      | von Augsburg                                  | von Augsburg                                  |
| Blockstelle | 3,240                | München Landsberger Straße (Abzw)             | München Landsberger Straße (Abzw)             |
| Abzweig geradeaus und von links |                      | von München-Laim Rbf                          | von München-Laim Rbf                          |
| Blockstelle | 4,533 1,462          | München Friedenheimer Brücke (Bft)            | München Friedenheimer Brücke (Bft)            |
| Abzweig geradeaus und nach links |                      | nach München Süd                              | nach München Süd                              |
| Bahnhof | 2,633                | München Heimeranplatz West                    | München Heimeranplatz West                    |
| ehemaliger Haltepunkt / Haltestelle | 3,330                | München IGA-Park (1983)                       | München IGA-Park (1983)                       |
| ehemalige Blockstelle |                      | München Fuggerstraße (Abzw, geplant)          | München Fuggerstraße (Abzw, geplant)          |
| Abzweig geradeaus und ehemals nach links |                      | nach Lenggries (geplant)                      | nach Lenggries (geplant)                      |
| ehemaliger Haltepunkt / Haltestelle |                      | Margaretenplatz (1960–1980)                   | Margaretenplatz (1960–1980)                   |
| Abzweig geradeaus und von links |                      | von München Hbf                               | von München Hbf                               |
| Bahnhof | 5,708                | München-Mittersendling                        | München-Mittersendling                        |
| Strecke |                      | nach Lenggries                                | nach Lenggries                                |
| |                      |                                               |                                               |
| Quellen: |                      |                                               |                                               |

Die Sendlinger Spange ist eine eingleisige, elektrifizierte Eisenbahnstrecke in München. Sie verbindet die Bahnhöfe München-Pasing und München-Mittersendling.

## Verlauf

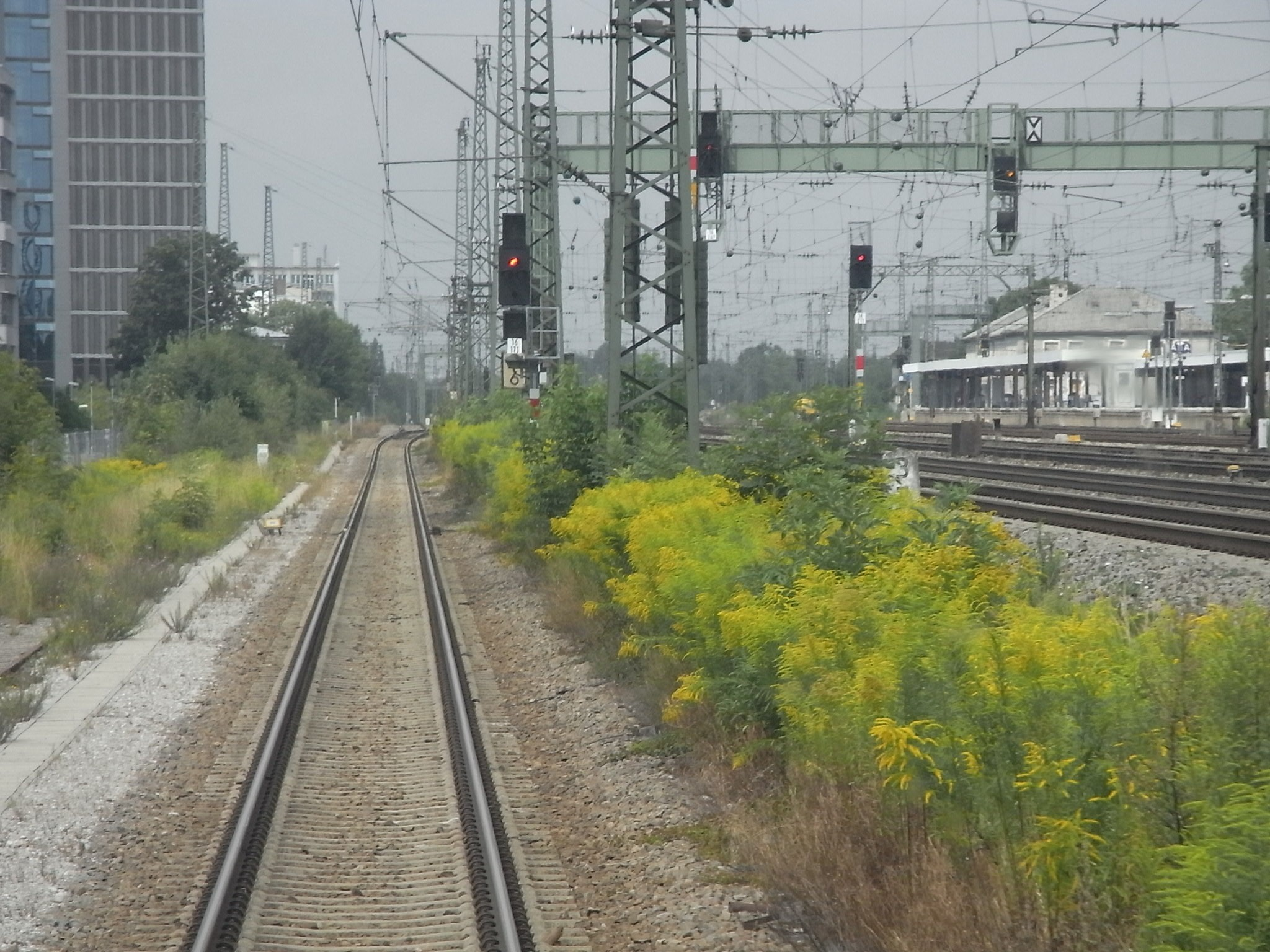
Sendlinger Spange in der Höhe von Laim

Vom Bahnhof München-Pasing aus verläuft die Strecke parallel zur Stammstrecke der S-Bahn und zu den Zulaufstrecken zum Münchner Hauptbahnhof nach Osten. In Höhe des Bahnhofs Laim, dessen Bahnsteiggleise allerdings auf der Nordseite der dazwischenliegenden Fernbahngleise liegen, befindet sich die Abzweigstelle Landsberger Straße. Diese verbindet die Bahnstrecke München-Augsburg aus Richtung Pasing mit der Sendlinger Kurve Richtung Mittersendling. Wenige hundert Meter östlich wendet sich die Strecke nach Südosten und trifft unter der Friedenheimer Brücke auf die Verbindungsstrecke vom Rangierbahnhof München-Laim. Im Bereich des Heimeranplatzes verläuft die Strecke parallel zu den Bahnstrecken München–Lenggries, München–Rosenheim und der Verbindungsstrecke München-Laim Rbf–München Süd (Münchner Südring). Südlich des Heimeranplatzes führt die Strecke weiter Richtung Süden, im Kurvenbogen lag der nur im Jahr 1983 benutzte Haltepunkt IGA-Park. Danach folgt sie der Strecke München–Lenggries, in die sie am Bahnhof München-Mittersendling einmündet.
Die Sendlinger Spange besteht aus zwei Eisenbahnstrecken, die Strecke 5521 verläuft von Pasing bis zum Bahnhofsteil München Friedenheimer Brücke, der übrige Abschnitt ist Teil der Strecke Laim Rbf–Mittersendling mit der Streckennummer 5530.

## Geschichte
Mit der Eröffnung des Rangierbahnhofs München-Laim nahmen die Königlich Bayerischen Staatseisenbahnen am 1. Mai 1893 eine eingleisige Verbindungsstrecke in Betrieb, die den Rangierbahnhof mit dem Bahnhof München-Mittersendling an der Bahnstrecke München–Lenggries verband und ausschließlich im Güterverkehr befahren wurde.
Bis 1959 mussten alle Güterzüge zur Fahrt in Richtung Holzkirchen und Münchner Südring den Rangierbahnhof München-Laim durchfahren. Zur Entlastung des Rangierbahnhofs nahm die Deutsche Bundesbahn am 1. Juni 1959 die eingleisige und elektrifizierte Sendlinger Spange in Betrieb. Diese zweigte an der Abzweigstelle Landsberger Straße von der Bahnstrecke München–Augsburg ab und mündete am Stellwerk 1 des Rangierbahnhofs (heute Bahnhofsteil Friedenheimer Brücke) in die Verbindungsstrecke von Laim nach Mittersendling. Am 1. Januar 1960 wurde auch zwischen Laim und Mittersendling der elektrische Betrieb aufgenommen. Für die ab 1966 über die Strecke verkehrenden Personenzüge verlängerte die Deutsche Bundesbahn die Sendlinger Spange bis zum 1. November 1970 von der Abzweigstelle Landsberger Straße bis zum Bahnhof München-Pasing.
Für den Eucharistischen Weltkongress 1960 richtete die Deutsche Bundesbahn am 31. Juli 1960 zwei provisorische Haltepunkte am Heimeranplatz und am Margaretenplatz ein, die nur von Sonderzügen bedient wurden. Nach Abschluss des Weltkongresses blieben die Behelfsbahnsteige für weitere Großveranstaltungen erhalten. Letztmals bediente die Deutsche Bundesbahn die beiden Haltepunkte am 19. November 1980 mit Sonderzügen für den Besuch von Papst Johannes Paul II. in München. Ende 1980 wurde der Behelfsbahnsteig am Margaretenplatz im Zuge von Bauarbeiten am Haltepunkt Harras abgebrochen. Der provisorische Haltepunkt Heimeranplatz wurde spätestens 1982 mit der Errichtung des neuen Haltepunkts München Heimeranplatz an der Bahnstrecke München–Lenggries zurückgebaut.

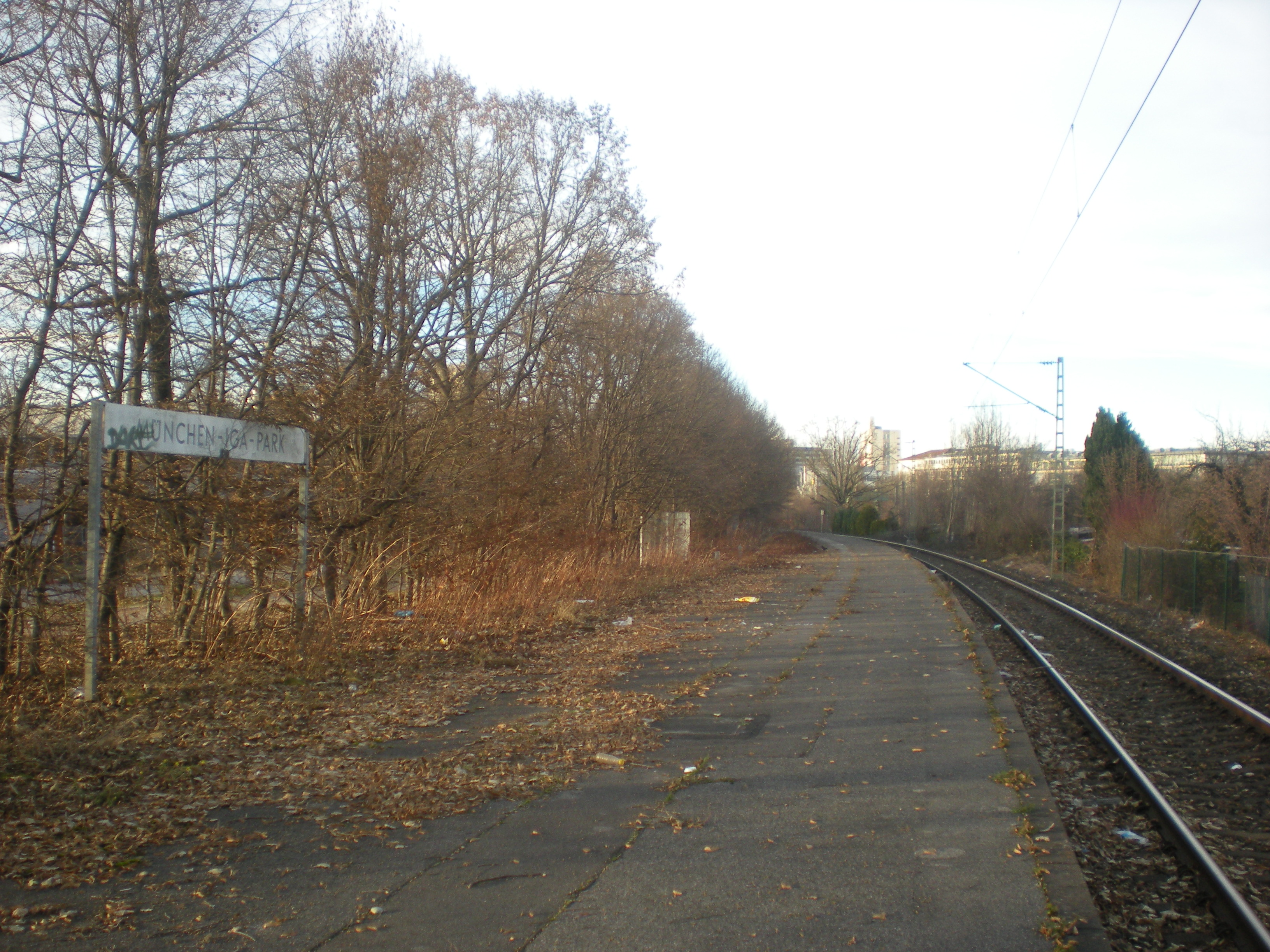
Ehemaliger Haltepunkt München IGA-Park 2012

Für die Internationale Gartenbauausstellung 1983 wurde an der Strecke der Haltepunkt München IGA-Park eingerichtet, der vom 28. April 1983 bis zum 9. Oktober 1983 in Betrieb war. Er wurde nur von Sonderzügen der Deutschen Bundesbahn, nicht jedoch von den regulären Personenzügen bedient.

## Personenverkehr
Am 25. September 1966 nahm die Deutsche Bundesbahn an der Bahnstrecke München–Lenggries den neuen Haltepunkt Siemenswerke in Betrieb. Um den Siemens-Beschäftigten aus dem Münchner Westen eine schnelle Verbindung zu ihrem Arbeitsplatz zu ermöglichen, führte die DB zwei werktägliche Zugpaare zwischen München-Pasing und Großhesselohe Isartalbahnhof ein, die zwischen der Abzweigstelle Landsberger Straße und dem Bahnhof Mittersendling die Sendlinger Spange benutzten. Auf den sogenannten Siemenszügen kamen mehrteilige Garnituren aus Elektrotriebwagen der Baureihe ET 85 zum Einsatz.
Nach der Verlängerung der Sendlinger Spange nach Pasing erweiterte die Deutsche Bundesbahn das Angebot. Ab 1972 setzte sie von Montag bis Freitag vier Züge morgens in südöstlicher und drei nachmittags in nordwestlicher Richtung ein, die über Pasing hinaus nach Unterpfaffenhofen-Germering, Fürstenfeldbruck und Starnberg durchgebunden wurden. Ab Solln fuhr ein Teil der Züge weiter nach Deisenhofen, der andere Teil zum Großhesseloher Isartalbahnhof und nach Höllriegelskreuth. Anstelle der Triebwagen setzte die DB fortan Elektrolokomotiven der Baureihen 116 und 144 mit n-Wagen ein. Von Mai 1972 bis September 1980 wurden die Siemenszüge vorübergehend als Linie S 12 der S-Bahn München geführt, verkehrten aber weiterhin als Nahverkehrszüge. Anfang der 1980er Jahre reduzierte die Deutsche Bundesbahn das Angebot: im Winterfahrplan 1982/83 fuhren nur noch ein Zugpaar zwischen Fürstenfeldbruck und Deisenhofen und ein einzelner Zug von Unterpfaffenhofen-Germering nach Deisenhofen. Zum Sommerfahrplan 1987 führte die DB wieder einen dritten Zug morgens in Richtung Mittersendling ein, während es in der Gegenrichtung bei einem Zug am Nachmittag blieb.
Am 29. Oktober 2001 nahm die Deutsche Bahn den S-Bahn-Betrieb im Taktverkehr auf der Sendlinger Spange auf. Anstelle der bisherigen einzelnen Züge verkehrte auf der Strecke fortan die neue Linie S 20 von Montag bis Freitag im Stundentakt zwischen Pasing und Deisenhofen, einzelne Züge wurden über Pasing hinaus nach Buchenau und Grafrath durchgebunden. Dafür wurde am Bahnhof Heimeranplatz ein zusätzlicher Seitenbahnsteig errichtet. Der Haltepunkt Harras wird dagegen weiterhin ohne Halt passiert, da hier am Gleis der Sendlinger Spange kein Bahnsteig vorhanden ist bzw. ein Gleiswechsel, die den Übergang von der Sendlinger Spange zu den bestehenden Bahnsteigen ermöglichen würde, nicht besteht. Seit Dezember 2013 verkehrt die S 20 nur noch in der morgendlichen und nachmittäglichen Hauptverkehrszeit und fährt ab Solln nach Höllriegelskreuth statt nach Deisenhofen.
Seit Dezember 2012 benutzt der Intercity Königssee von Hamburg-Altona nach Berchtesgaden, der den Münchner Hauptbahnhof umfährt, zwischen der Abzweigstelle Landsberger Straße und dem Bahnhofsteil Friedenheimer Brücke die Strecke.
Bei Sperrungen der S-Bahn-Stammstrecke wird die Sendlinger Spange teilweise als Umleitungsstrecke benutzt. Dabei biegen die aus Pasing kommenden S-Bahnen im Bahnhofsteil Friedenheimer Brücke auf die Strecke München-Laim Rbf–München Süd ab.

## Möglicher Ausbau
Von Seiten der Gegner der Zweiten Stammstrecke wird als Teil der Planungsvariante Südring immer wieder ein Ausbau der Sendlinger Spange für den S-Bahnverkehr ins Spiel gebracht.
Um die tangentialen Verbindungen in München zu stärken, soll die Sendlinger Spange stufenweise ausgebaut werden. In der ersten Stufe soll am Heimeranplatz eine Zugkreuzungsmöglichkeit geschaffen und im Zuge dessen der Seitenbahnsteig zu einem Mittelbahnsteig ausgebaut werden. Parallel sollen neue Weichenverbindungen das Einfädeln in die Stammstrecke Richtung Pasing ermöglichen. In einer zukünftigen Ausbaustufe ist der Einbau einer Weichenverbindung zur Bahnstrecke München–Lenggries vorgesehen, um einen Halt der S20 am Haltepunkt Harras zu ermöglichen.